# Tancrède, Torthred et Tova
Saints Tancrède, Torthred et Tova sont trois ermites Anglo-Saxons du IXe siècle, qui étaient vénérés à l'abbaye de Thorney, où ils sont inhumés.

## Biographie
Si leur culte est bien attesté à l'abbaye de Thorney dès le XIe siècle (leurs noms figurent dans la liste de saints du Secgan), on connait par ailleurs peu de choses de leur vie. Tancrède et Torthred sont deux frères qui vivaient comme ermites avec leur sœur Tova sur l'île marécageuse d'Ancarig, là où se trouve désormais le village de Thorney. Tancrède fut massacré en 870 par les Danois de la « Grande Armée », seul,,, ou avec son frère et sa sœur (selon les sources),.
Après leur mort, leur cellules tombèrent en ruines et furent recouvertes d'épines (« thorns » en anglais) qui donnèrent leur nom au lieu. Cent ans plus tard, Æthelwold de Winchester organisa la translation de leurs reliques dans l'abbatiale de Thorney où ils furent vénérés jusqu'à la dissolution de l'abbaye en 1539.

## Fête
Dans le calendrier du prieuré de Deeping, qui remonte au XIVe siècle et est supposé similaire à celui de l'abbaye de Thorney, la date de la fête des saints Tancrède et Torthred est indiquée au 30 septembre,. Richard Challoner, dans A Memorial of Ancient British Piety publié en 1761, indique lui la date du 18 septembre.